# حشره‌خوار جکسون
 حشره‌خوار جکسون (نام علمی: Crocidura jacksoni) نام یک گونه از سرده حشره‌خوارهای دندان‌سفید است.